# Phanogomphus
Phanogomphus is een geslacht van echte libellen uit de familie van de rombouten (Gomphidae). De wetenschappelijke naam van het geslacht werd in 1986 voorgesteld door Frank Louis Carle als naam voor een ondergeslacht van Gomphus. Het werd in 2017 door Jessica Ware en enkele co-auteurs opgewaardeerd tot een zelfstandig geslacht.

## Soorten
- Phanogomphus australis (Needham, 1897)
- Phanogomphus borealis (Needham, 1901)
- Phanogomphus cavillaris (Needham, 1902)
- Phanogomphus descriptus (Banks, 1896)
- Phanogomphus diminutus (Needham, 1950)
- Phanogomphus exilis (Selys, 1854)
- Phanogomphus graslinellus (Walsh, 1862)
- Phanogomphus hodgesi (Needham, 1950)
- Phanogomphus kurilis (Hagen, 1858)
- Phanogomphus lividus (Selys, 1854)
- Phanogomphus militaris (Hagen, 1858)
- Phanogomphus minutus (Rambur, 1842)
- Phanogomphus oklahomensis (Pritchard, 1935)
- Phanogomphus quadricolor (Walsh, 1863)
- Phanogomphus sandrius (Tennessen, 1983)
- Phanogomphus spicatus (Hagen, 1854)
- Phanogomphus westfalli (Carle & May, 1987)